# Romulea phoenicia
Romulea phoenicia är en irisväxtart som beskrevs av Paul Mouterde. Romulea phoenicia ingår i släktet Romulea och familjen irisväxter. Inga underarter finns listade i Catalogue of Life.

## Bildgalleri

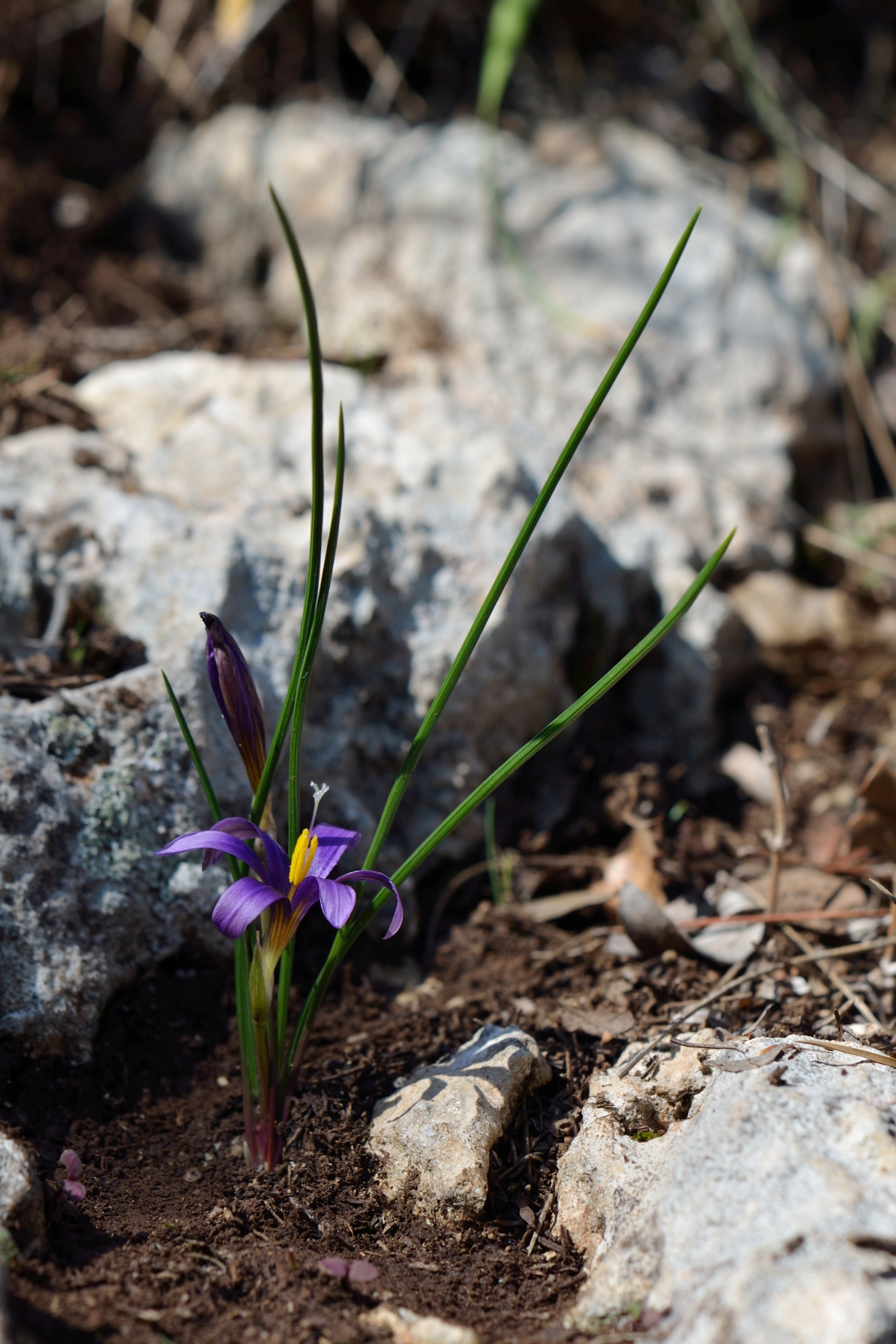
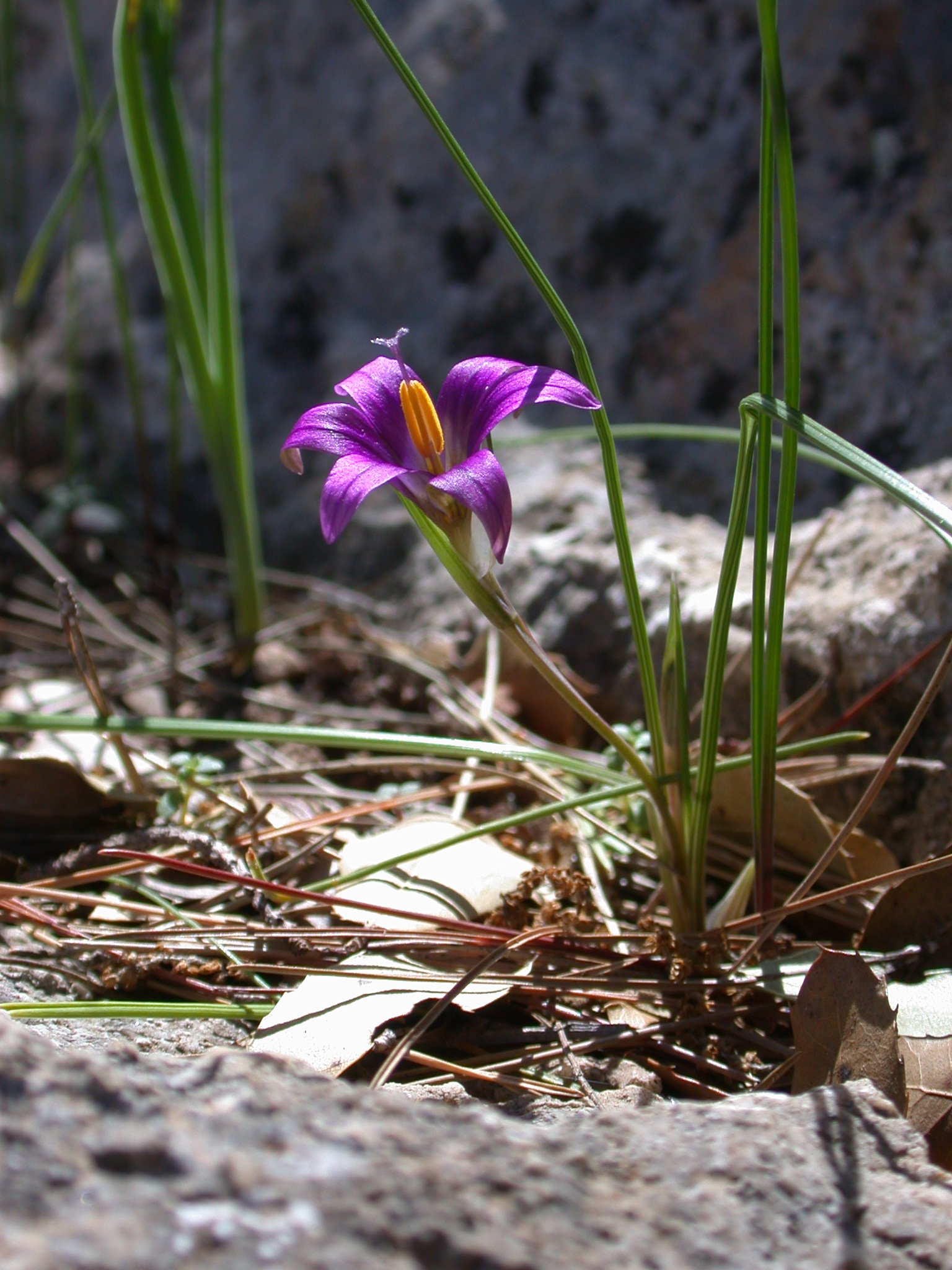
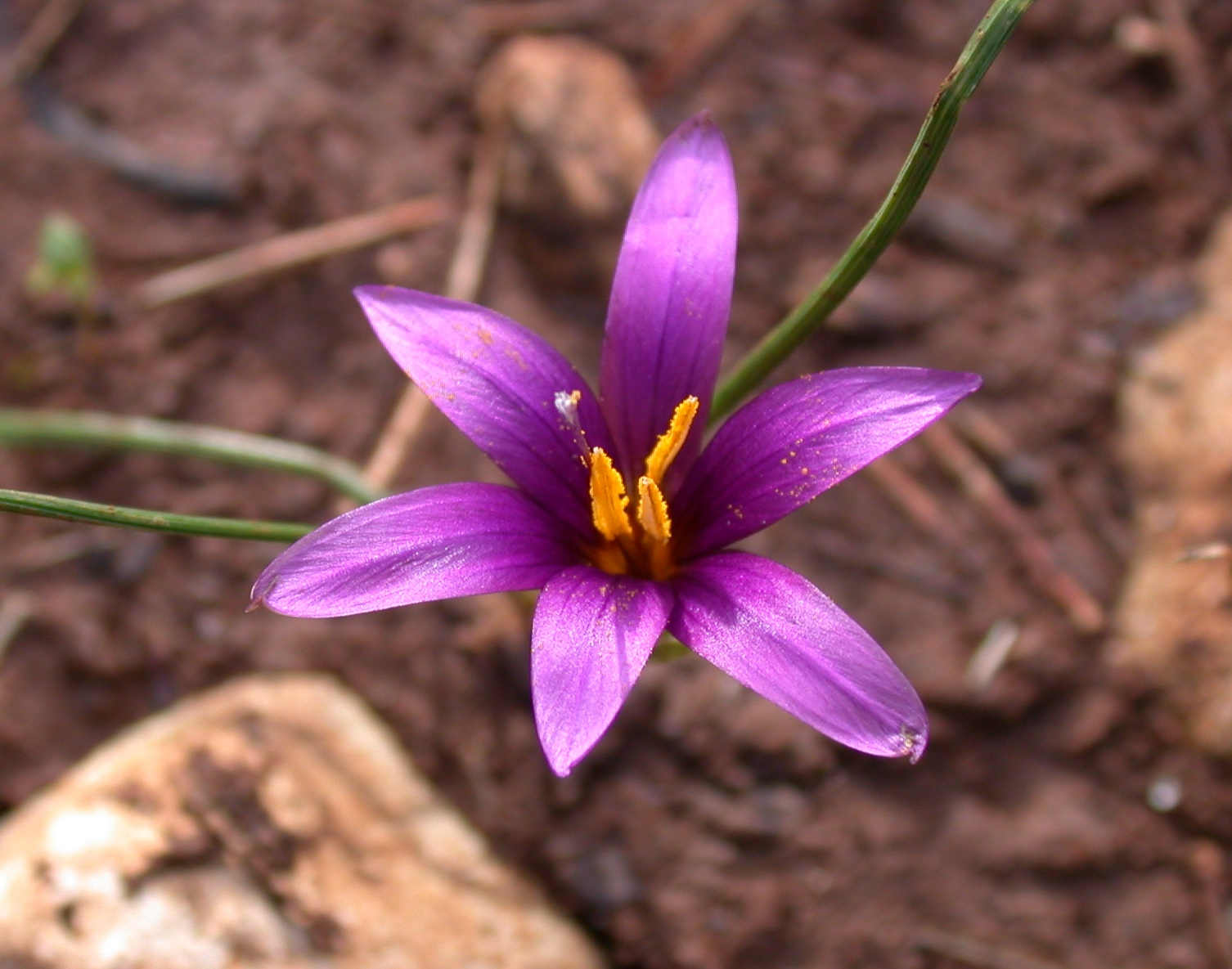
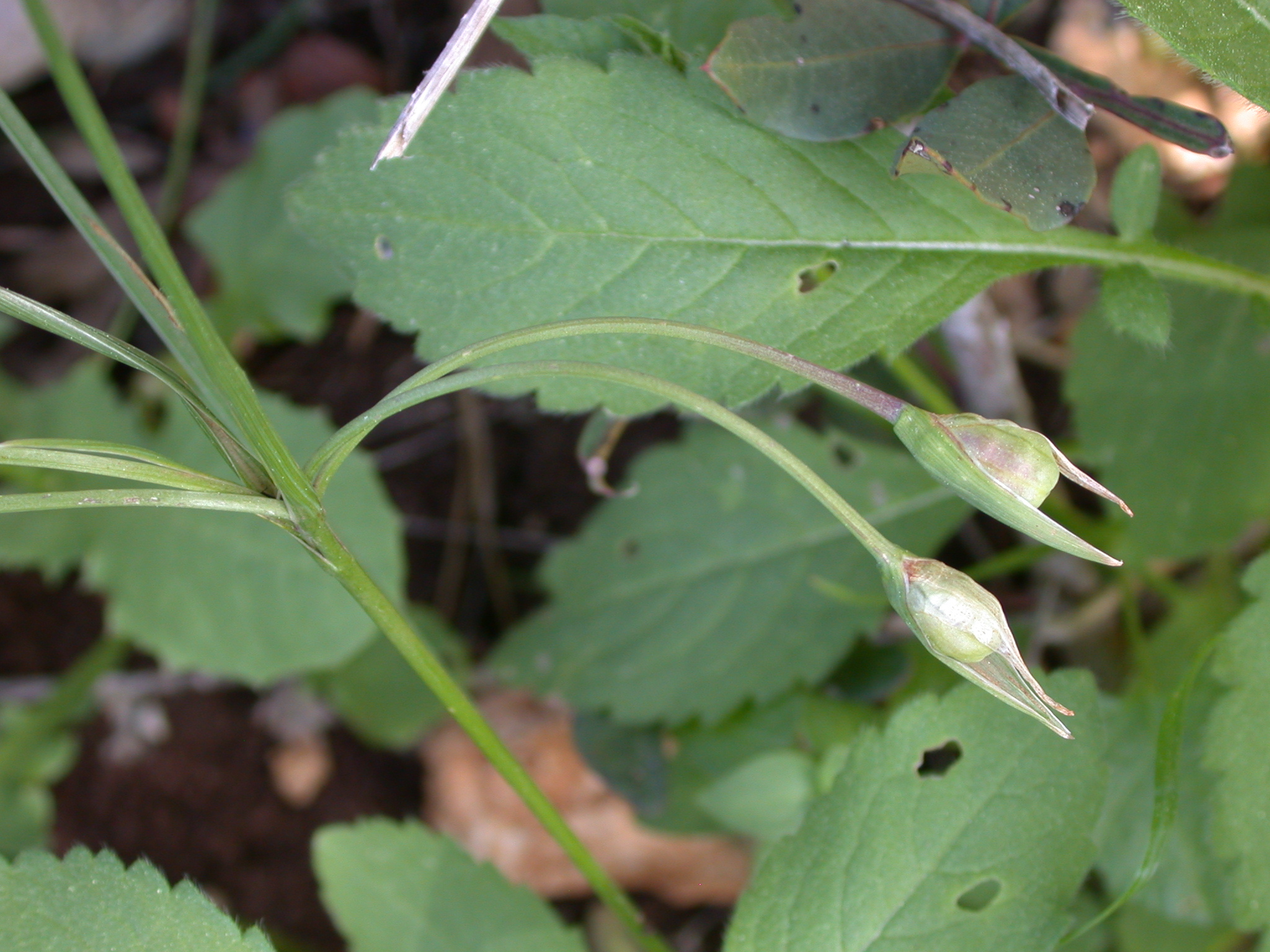
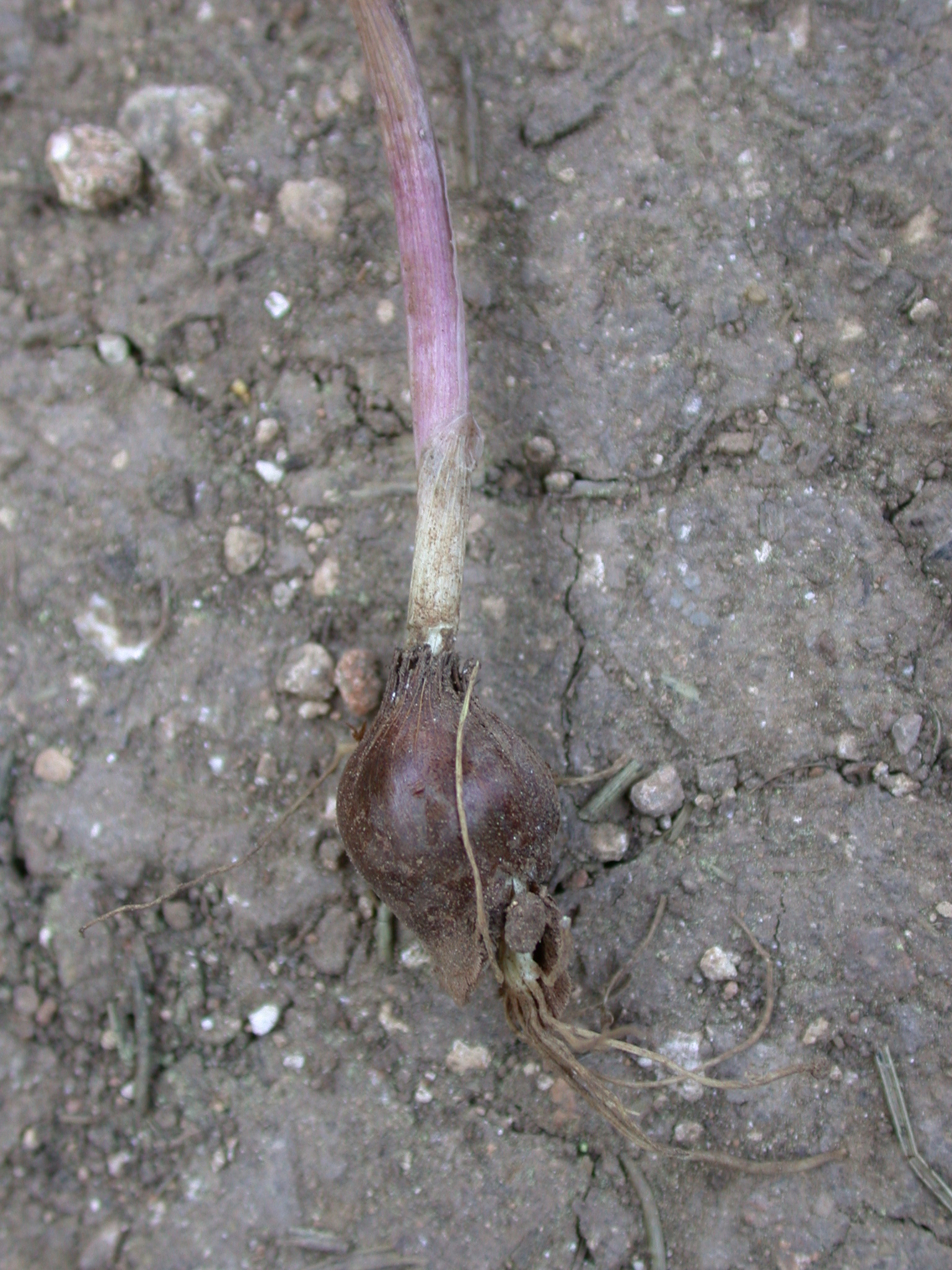
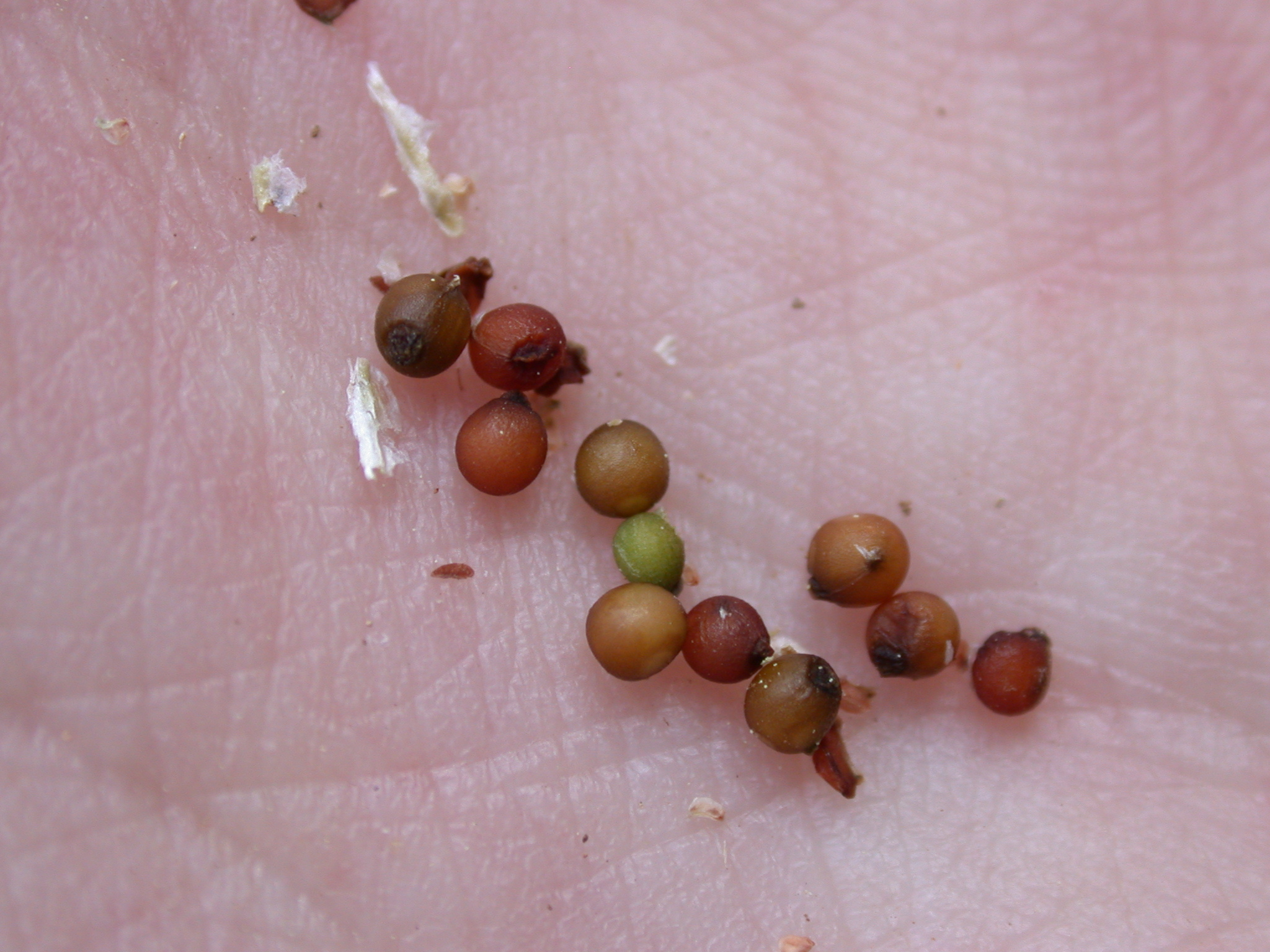